# لبدة الصغرى (مدينة قديمة)
لبدة أو لبدة الصغرى كانت مستعمرة فينيقية وميناء قرطاجي وروماني على ساحل البحر الأبيض المتوسط في أفريقيا، وهي تقابل مدينة لمطة الحديثة، جنوب المنستير، في تونس. في العصور القديمة، كانت واحدة من أغنى المدن في المنطقة. وهي تقابل لبدة الكبرى في ليبيا.

## الجغرافيا
كانت مدينة لبدة تقع على خليج الحمامات، بين حضرموت وثابسوس. كانت تقع في منطقة إمبوريا الساحلية الخصبة، في منطقة بيزاسيوم، وهي المقاطعة الرومانية اللاحقة بيزاسينيا.

## طالع أيضًا
- لبدة الكبرى

### الاستشهادات
1. ↑  Dictionary of Greek and Roman Geography, vol. II, pp. 161, 162 ("Leptis").
2. ↑  Pliny the Elder, v. 4. s. 3.
3. ↑  Pomponius Mela, i. 7. § 2.

### فهرس
- شبه سكيلاس، بيريبلس .
- بوليبيوس ، هيستوريا (التاريخ).
- غايوس سالوستيوس كريسبوس ( سالوست )، بيلوم يوغورثينوم (حرب يوغورثين).
- جايوس يوليوس قيصر ، Commentarii de Bello Civili (تعليقات على الحرب الأهلية).
- أولوس هيرتيوس (منسوب)، دي بيلو أفريكو (عن الحرب الأفريقية).
- تيتوس ليفيوس ( ليفي )، تاريخ روما .
- بومبونيوس ميلا ، في أماكن العالم.
- جايوس بلينيوس سيكوندوس ( بليني الأكبر )، هيستوريا ناتوراليس (التاريخ الطبيعي).
- أبيانوس ألكسندرينوس ( أبيان )، بيلا بونيكا (الحروب البونيقية).
- قاموس الجغرافيا اليونانية والرومانية ، ويليام سميث ، محرر. ، ليتل، براون وشركاه، بوسطن (1854).
- ألبان بتلر وبول بيرنز، حياة القديسين في كتاب بتلر: سبتمبر ، أ. و. س. بلاك، (1995).
- Ghaki، Mansour (2015)، "Toponymie et Onomastique Libyques: L'Apport de l'Écriture Punique/Néopunique" (PDF)، La Lingua nella Vita e la Vita della Lingua: Itinerari e Percorsi degli Studi Berberi، Studi Africanistici: Quaderni di Studi Berberi e Libico-Berberi، Naples: Unior، ج. 4، ص. 65–71، ISBN:978-88-6719-125-3، ISSN:2283-5636، مؤرشف من الأصل (PDF) في 2020-04-28، اطلع عليه بتاريخ 2018-11-02(بالفرنسية)
- .Head، Barclay؛ وآخرون (1911)، "Byzacene"، Historia Numorum (ط. 2nd)، Oxford: Clarendon Press، ص. 876، مؤرشف من الأصل في 2025-05-15

## روابط خارجية
- Babelon, E.C.F. (1911). "Leptis § Leptis Parva" . In Chisholm, Hugh (ed.). Encyclopædia Britannica (بالإنجليزية) (11th ed.). Vol. 16. p. 482.